# Мергусовский сельсовет
Мергусовский сельсовет — упразднённая административно-территориальная единица, существовавшая на территории Московской губернии и Московской области до 1939 года.
Мергусовский сельсовет был образован в первые годы советской власти. По данным 1922 года он входил в состав Федорцевской волости Сергиевского уезда Московской губернии.
По данным 1926 года в состав сельсовета входили село Мергусово, деревни Копалово и Толстоухово.
В 1929 году Мергусовский с/с был отнесён к Константиновскому району Кимрского округа Московской области.
17 июля 1939 года Мергусовский с/с был упразднён. При этом все его селения (Копалово, Мергусово и Толстоухово) были переданы в Селковский с/с.